# Ermanno Giglio-Tos

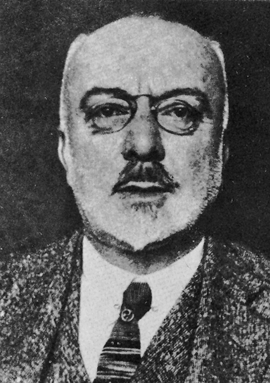
Ermanno Giglio-Tos

Ermanno Giglio-Tos (* 25. August 1865 in Chiaverano, Provinz Turin; † 18. August 1926 in Turin) war ein italienischer Zoologe und Hochschullehrer der Universität Turin.

## Leben
Giglio-Tos studierte von 1886 bis 1896 in Turin bei Michele Lessona, wo er vor allem systematische Zoologie lernte. 1902 wurde er als Professor für Zoologie und vergleichende Anatomie an die Universität Cagliari berufen, wo er das Instituto di Biologia Marina in San Bartolomeo gründete, dessen Verwirklichung jedoch Jahrzehnte in Anspruch nahm. Danach wechselte er als Professor für Zoologie und Anatomie der Wirbeltiere an die Universität Florenz, wo er zwei Jahre blieb, um dann den Lehrstuhl für Anatomie und Physiologie an der Universität Turin zu besetzen. Danach kehrte er für sieben Jahre nach Cagliari zurück und nahm im Dezember 1925 wieder eine Professur für Zoologie in Turin an.
Giglio-Tos' Forschungsarbeiten umfassten Wirbeltieranatomie, hämatologische, zellbiologische und entwicklungsbiologische Arbeiten. Daneben beschäftigte er sich durchgehend mit systematischen Arbeiten, insbesondere an Zweiflüglern (Diptera), wobei er sich zuerst auf europäische und afrikanische, später auf mittelamerikanische Arten konzentrierte. Daneben bearbeitete er auch Springschrecken (Orthoptera), Käfer (Coleoptera) und Schnabelkerfe (Hemiptera). Alle Typusexemplare der von ihm beschriebenen Arten lagern im zoologischen Museum von Turin.
Neben seinen fachwissenschaftlichen Veröffentlichungen schrieb er auch Lehrbücher für den Biologieunterricht an höheren Schulen und Bestimmungshandbücher für Vögel und Schmetterlinge für Anfänger und Laien. Einige seiner entwicklungsmechanischen Studien wurden auf Deutsch veröffentlicht.

## Publikationen (Auswahl)
- Ditteri del Messico, 4 Teile, Turin 1892–1895
- Les problèmes de la vie. Essai d'une interprétation scientifique des phénomènes vitaux, 4 Bände, Turin 1900–1910
- Herausgeber der Zeitschrift Biologica: Raccolta di scritti di Biologia, 1908
- Una grave minaccia per Cagliari : la bonifica dello stagno di Santa Gilla proposta dall'ing. Conti-Vecchi. Cagliari 1920